# Cetechowitzer Marmor
Als Cetechowitzer Marmor (tschechisch Cetechovický mramor) wird ein ehemals hauptsächlich südöstlich von Cetechovice im Marsgebirge in Mähren abgebauter Kalkstein bezeichnet, der schwerpunktmäßig in Mähren während des 17. und 18. Jahrhunderts vielfältige Anwendung als farbiges Dekorationsgestein fand.

## Geologie
Die zwischen Zdounky und Střílky gelegene Cetechowitzer Klippe (Cetechovické bradlo), als Teilstück der Klippenzonen der Karpaten, stellt eine geologische Anomalie in dem zur Maguraflyschzone gehörigen Marsgebirge dar. Nach der Überflutung des Böhmischen Massivs während des Trias, die über den Jura bis zur Unterkreide andauerte, bildeten sich hier Kalkablagerungen des Jurameeres. Bei späteren Sedimentationsvorgängen in der Oberkreide wurden diese weiter mit Sandstein (Magura-Sandstein) abgedeckt. Bei nachfolgenden tektonischen Vorgängen in der Karpatenzone zerrissen die Decken aus Jura-Kalken und bildeten auf diese Weise Schollen (hier Klippen genannt).
Aus geowissenschaftlicher Sicht ist dieses Kalkvorkommen der Stufe des Oxfordiums von gewisser Bedeutung, da hier eine versteinerte Fauna vertreten ist, die eine große Artenvielfalt der Ammoniten-Gattungen Phylloceras, Lytoceras, Cardioceras und Perisphinctes repräsentiert. Sie dokumentieren nach Dimitrij Andrusov das Eindringen von für Mitteleuropa typischen Paläofaunen aus der Zeit des Oxfordiums in die Region der Karpaten. Funde in diesen Kalken geben über die Ausdehnungen der Meeresflächen zu jener Zeit signifikant Auskunft und zeigen eine große Individuenvielfalt.
Wegen ihrer paläontologischen Bedeutung werden sie bereits 1903 von Viktor Uhlig in seinem Werk Bau und Bild der Karpaten erörtert, wobei er sich auf die Neumayrsche Durchspießungstheorie bezieht, diese jedoch für die Cetechowitzer Kalke nicht für anwendbar hält.
Die Kalke von Cetechovice besitzen eine massige bis kompakt brekziöse Struktur.

## Geschichte
Der Abbau von Jurakalk bei Cetechovice soll 1650 und erneut 1680 begonnen worden sein. Dieses Vorkommen von farbigen Kalkstein mit roten, weißen, gelben und grünstreifigen Tönungen veranlasste die Besitzer der Herrschaft, aus Italien mit der Arbeit am Marmor vertraute Steinbrecher nach Mähren zu holen. Aus dieser Zeit stammt auch der für die Bewohner des Ortes bis heute gebräuchliche Neckname Taliáni. Außer den drei bedeutsamsten Steinbrüchen bei Cetechovice wurden südöstlich von Roštín bei Salárna drei Brüche und bei Prusinovka und nördlich von Zástřizly weitere Brüche betrieben.

## Verwendung (Auswahl)
- Kapelle im Konvent des Brünner Dominikanerklosters
- Taufbecken im Elisabethinerinnenkloster Brünn
- Interieur der Kirchen St. Jakobus, Mariä Himmelfahrt, St. Peter und Paul in Brünn, der Wallfahrtskirche St. Marien in Křtiny, der Wallfahrtskirche Mariä Wiegenfest in Vranov und des Olmützer Wenzelsdoms
- Portal und Türstöcke der bischöflichen Residenz Kroměříž
- Pestsäule (1718–1712) von Antonín Riga in Uherské Hradiště[6][7][8]

Im 20. Jahrhundert verwendete man das gewonnene Gestein zu Brecherprodukten (Schotter, Splitt).